# 木曽三川輪中ミュージアム
木曽三川輪中ミュージアム（きそさんせんわじゅうミュージアム）は、岐阜県海津市にある博物館。木曽三川の歴史と文化をテーマとしている。
2025年（令和7年）3月29日に旧海津市歴史民俗資料館が「木曽三川輪中ミュージアム」としてリニューアルオープンした。
愛称は「わじゅ〜む」。「わ」は「輪中」と「和」を意味する。

## 展示
2025年3月29日の「木曽三川輪中ミュージアム」へのリニューアルオープンで以下のような構成となった。

### 1階：土地の記憶
木曽三川下流域の地形の変遷を示す大規模な模型装置、大型スクリーン映像やプロジェクションマッピングによる展示、体験コンテンツ「縄文ライフ」などがある。

### 2階：輪中のくらし
輪中シアターで治水や農業などの歴史についての映像、文化遺産「金廻四間門樋」の紹介映像を展示。

### 3階：武士たちの軌跡
3階は武士（もののふ）たちの軌跡のテーマで、高須藩や幕末を生き抜いた高須四兄弟の展示、江戸時代以前の歴史を映像やグラフィックで紹介している。

## ギャラリー

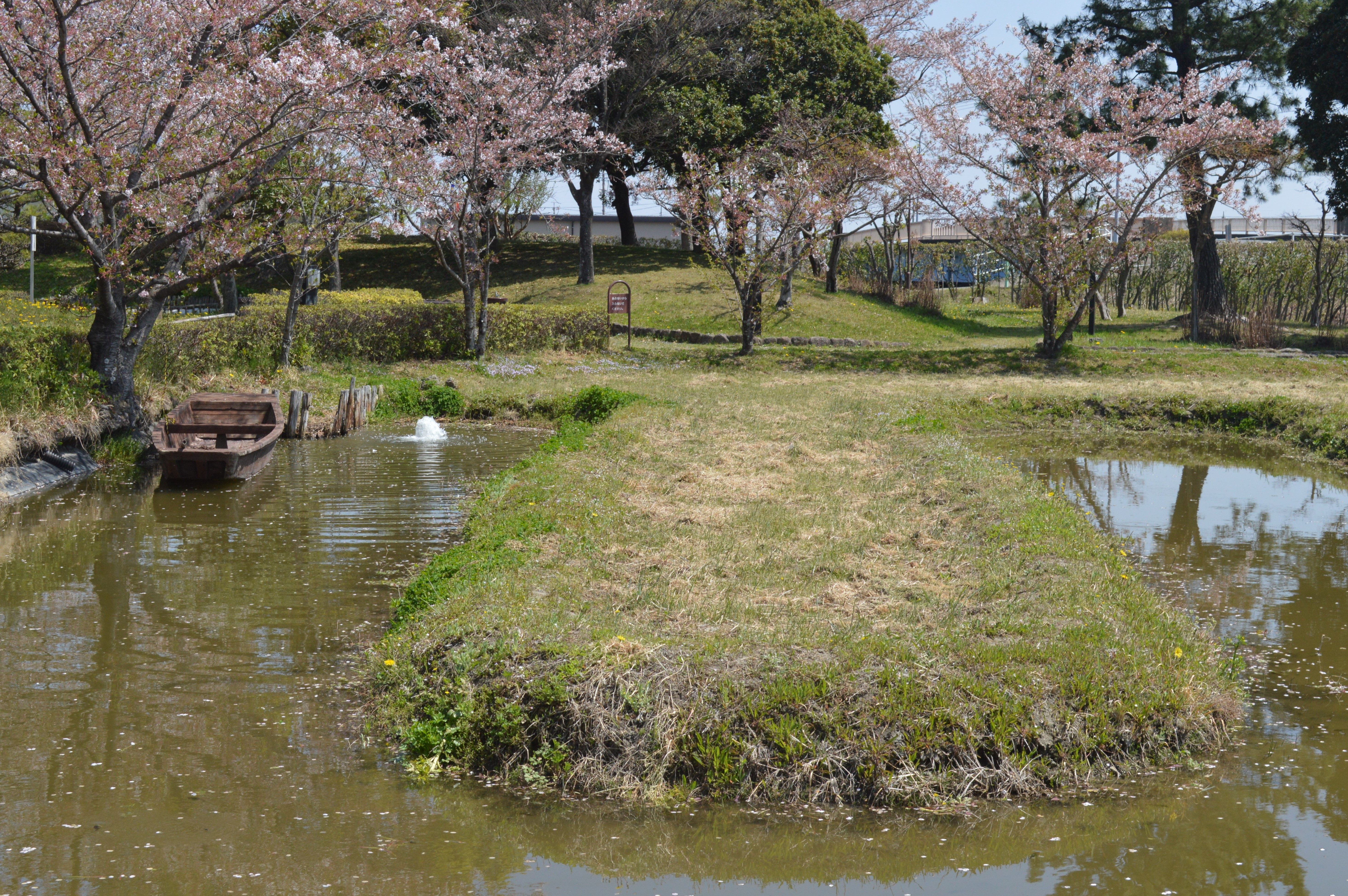
再現された堀田
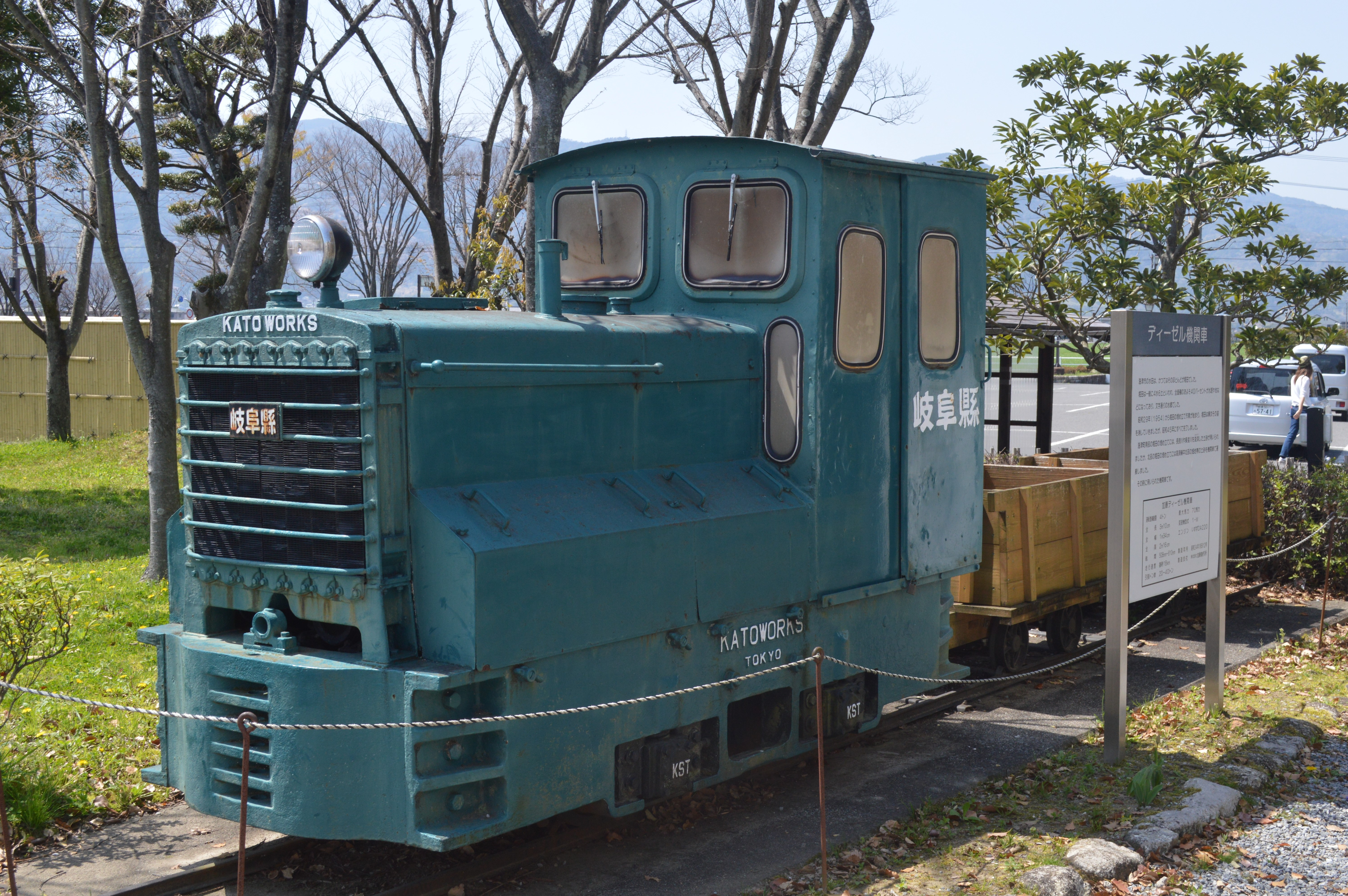
加藤ディーゼル機関車
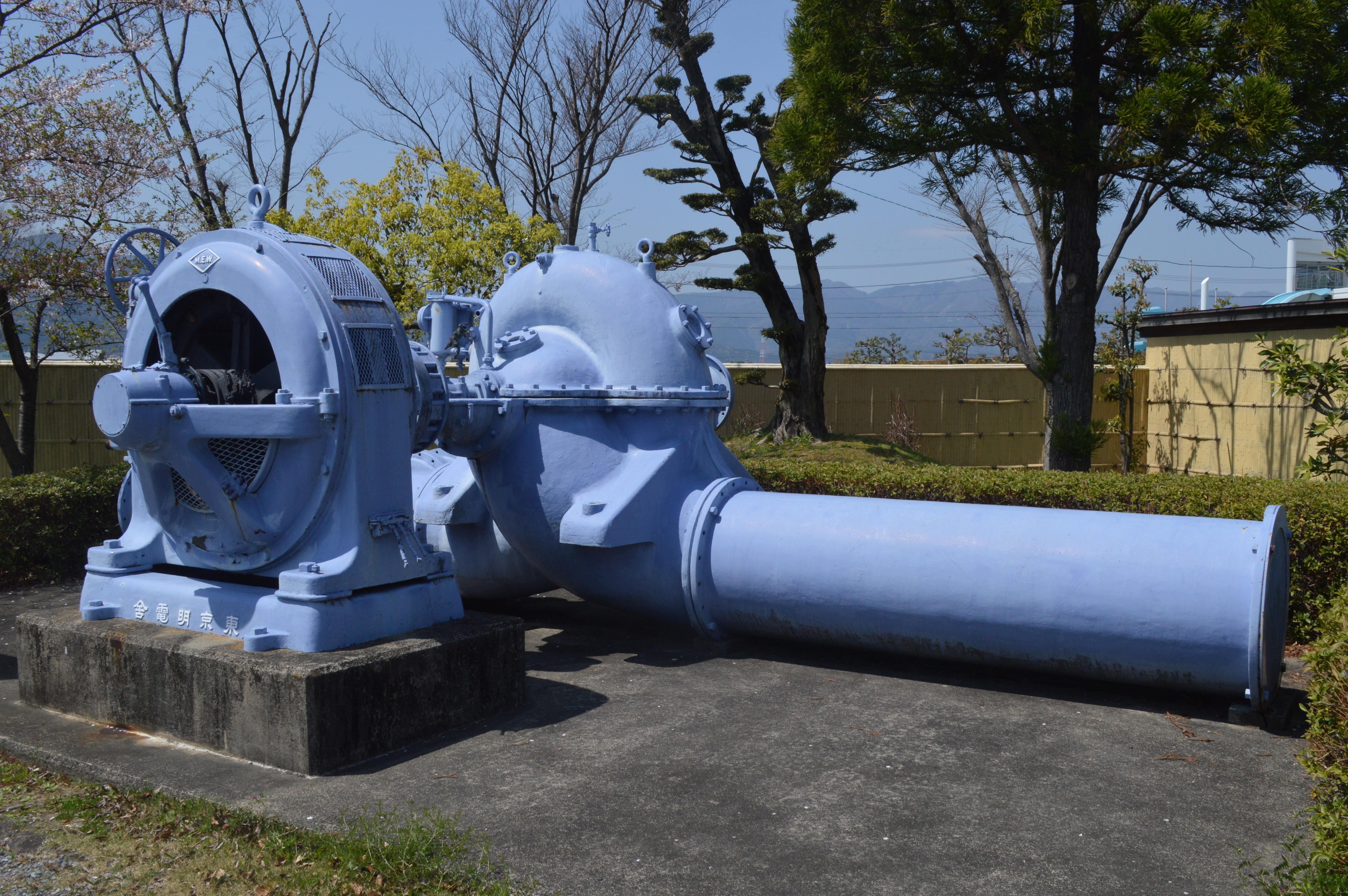
排水機

## 利用案内
- 休館日 - 月曜日（その日が祝日などの場合はその翌日）、年末年始（12月29日 - 1月3日）
- 開館時間 - 9：30から17：00（最終入館は16：30まで）[2]
- 入館料 - 一般：500円（市内からは400円）、高校・大学生：400円（市内からは300円）、小中学生：300円（市内からは無料）、※ 団体20名以上は団体割引あり[2]
- 駐車場 - 無料

## 交通アクセス
- 海津市コミュニティバス「歴史民俗資料館」バス停から徒歩で約1分。
- JR東海道新幹線 岐阜羽島駅・名鉄羽島線 新羽島駅から歴史民俗資料館まではバスで約34分。一部の便は歴史民俗資料館を経由しない。
- 養老鉄道養老線 石津駅から歴史民俗資料館まではバスで約19分。一部の便は歴史民俗資料館を経由しない。
- 養老鉄道養老線 駒野駅から歴史民俗資料館まではバスで約10分。

## 周辺施設
- 海津市役所
- 海津市文化センター
- 海津市海津図書館
- 海津市市民プール